# La Frontera (Santa Cruz de Tenerife)
La Frontera egy község Spanyolországban, Santa Cruz de Tenerife tartományban. La Frontera Valverde és El Pinar de El Hierro községekkel határos. Lakosainak száma 4528 fő (2024).

## Nevezetességek
Itt található a Pozo de la Salud nevű gyógyvízforrás, amelyet a 18. század elején fúrtak.

## Népesség
A település népessége az elmúlt években az alábbi módon változott:
| Lakosok száma | 5091 | 5231 | 5644 | 4009 | 4104 | 3901 | 3983 | 4093 | 4329 | 4528 |
|               | 2001 | 2004 | 2007 | 2009 | 2012 | 2014 | 2017 | 2019 | 2022 | 2024 |